# Vigil (mission spatiale)
Pour les articles homonymes, voir Vigil et Lagrange.

Le satellite Vigil sera placé au point de Lagrange pour effectuer ses observations.

Vigil (en anglais veille), initialement Lagrange, est une mission de météorologie spatiale développée par l'Agence spatiale européenne  dont le lancement est prévue vers 2031. Le satellite sera positionné au point de Lagrange L5 du système Terre-Soleil. De cette position à l'écart de la ligne Terre-Soleil, les instruments du satellite pourront d'une part collecter des données sur la propagation vers la Terre du plasma composant le vent solaire émis par notre astre durant les éruptions solaires et d'autre part observer les caractéristiques de la face du disque solaire avant que celle-ci ne pivote vers la Terre.
Vigil embarque six instruments permettant des observations à distance et in situ qui sont fournis par des laboratoires européens et américains. Ce sont un coronographe, un imageur héliosphérique, un magnétographe, un magnétomètre, un analyseur de plasma et une caméra ultraviolet. Les données recueillies compléteront celles fournies par les satellites de météorologie spatiale positionné au point de Lagrange L1. Elles seront une contribution au dispositif d'alerte mis en place pour anticiper l'impact des éruptions solaires.
Le projet fait partie du programme Space Situational Awareness de l'agence spatiale européenne. Le constructeur chef de file est la filiale anglaise d'Airbus Space Systems.

## Contexte
Le Soleil est sujet périodiquement à des éruptions solaires qui projettent dans l'espace des jets de matière ionisée. Ceux-ci généralement n'atteignent pas la Terre mais lorsqu'ils la frappent perturbent fortement la magnétosphère de la Terre et les couches atmosphériques supérieures. Ces événements ont un impact significatif sur les satellites en orbite, la navigation, le réseau de distribution électrique et les réseaux de télécommunications et d'échanges de données. Savoir à l'avance qu'un tel événement va se produire constitue un enjeu économique important. Selon une étude publiée vers 2018, le cout d'un seul de ces événement pourrait atteindre 15 milliards euros. L'un des meilleurs moyens pour réaliser ce type de prévision est de positionner un satellite d'observation en un point situé à l'extérieur de la droite reliant la Terre au Soleil ce qui permet d'observer la surface du Soleil (et les événements annonciateurs du Soleil) avant que celle-ci soit visible depuis la Terre (le Soleil tourne sur lui-même en 25 jours).

## Historique
Le projet prévoyait initialement le lancement de deux missions stationnées respectivement aux points de Lagrange L5 et L1 pour permettre la collecte de données sur les éruptions depuis deux points de l'espace et ainsi obtenir de manière plus précise la position, la vitesse et la direction des phénomènes observés. L'observatoire positionné en L1 devait remplacer le satellite SoHO qui arrive en fin de vie en 2025 du fait de l'épuisement de ses ergols. Finalement l'observation depuis L1 est prise en charge par le satellite indien Aditya qui a démarré la collecte des données en septembre 2023. En 2019 le Laboratoire Rutherford Appleton et le laboratoire de science spatiale Mullard sont chargés de définir les caractéristiques de la mission et de sélectionner les instruments tandis que la filiale anglaise de Airbus et OHB effectuent les études du dispositif industriel. La décision de lancement des développements est prise au conseil des ministres européens de décembre 2019.

## Objectifs de la mission
Le satellite positionné au point de Lagrange L5 doit compléter ces données en fournissant une vue du Soleil ne se situant pas sur la ligne Terre-Soleil. Cette perspective différente permet de mesurer la propagation des nuages de plasma émis par le Soleil en direction de la Terre et d'observer la face du disque solaire avant que celle-ci se retrouve en face de la Terre du fait de la rotation du Soleil.

## Caractéristiques techniques du satellite
Le satellite utilise une plateforme stabilisée 3 axes Astrobus d'Airbus Space Systems durcie pour lui permettre de résister aux flux de particules chargées des tempêtes solaires.

## Instruments embarqués
Le satellite Vigil embarque six instruments qui utilisent les technologies mises au point pour d'autres missions destinées à l'observation du Soleil de l'agence spatiale européenne (SOHO, STEREO et Solar Orbiter) et de la NASA. Les instruments retenus sont caractérisés par leur robustesse et leur fiabilité. Ils devront pouvoir fournir des données en continu et en temps réel. 

Ces instruments sont :
- Instruments optiques
  - Le coronographe CCOR dérive d'instruments déployé sur des missions précédentes.
  - L'imageur héliosphérique HI associé au coronographe est chargé de fournir des prévisions immédiates de l'évolution et de la propagation des éjections de masse cornale. Il dérive de l'instrument HI embarqué sur la mission EUCLID/STEREO. Avec son champ de vue de 40 à 50 degrés il accroit fortement la capacité à suivre les éjections de masse coronale depuis le point de Lagrange L5.
  - Le magnétographe PMI doit étudier l'évolution du champ magnétique.
  - L'imageur ultraviolet fourni par la NASA.
- Instruments de mesure in situ destiné à observer le vent solaire
  - Magnétomètre.
  - Analyseur de plasma.

## Déroulement de la mission
La mission Vigil doit être placé sur une orbite de transfert géostationnaire vers le premier trimestre 2031. Sa trajectoire passe par le point de Lagrange L1/L2. La phase de recette doit s'achever au bout de 8 mois. Le satellite disposera de suffisamment d'ergols pour être placé sur une orbite cimetière à l'issue de la mission. Le segment sol comprend un premier centre de traitement des données scientifiques chargé de fournir les données de niveau 1. Les données de niveau supérieur seront produites par plusieurs centres situés en Europe comme dans le reste du monde. Deux niveaux de priorité sont définis pour l'envoi des données par le satellite. Les données prioritaires seront transférées avec un débit de 20 kilobits/seconde et les autres avec un débit de 33 kilobits/seconde.